# Мороз, Вадим Сергеевич
Вадим Сергеевич Мороз (укр. Вадим Сергійович Мороз, позывной — Жакан; 9 ноября 1995, Вербовка — 3 марта 2022, Новоалександровка) — украинский военный лётчик, капитан, участник российско-украинской войны. Герой Украины (2025, посмертно).

## Биография
Родился 9 ноября 1995 года в селе Вербовка Балаклейского района Харьковской области. Получил военное образование в Харьковском национальном университете Воздушных Сил имени Ивана Кожедуба. Младший брат Максим также является военнослужащим.
В марте 2022 года занимал должность капитана, старшего лётчика авиационного звена авиационной эскадрильи 299-й бригады тактической авиации имени генерал-лейтенанта Василия Никифорова.
Погиб 3 марта 2022 года во время полёта над посёлком Новоалександровка Николаевской области. Похоронен в этом же село, которое он оборонял во время последнего полёта. Мальчика, родившегося в селе в день гибели лётчика, назвали в его честь Вадимом. 4 августа 2023 года Вадим Мороз был перезахоронен на Харьковщине.

## Награды
- Звание «Герой Украины» с удостоением ордена «Золотая Звезда» (21 февраля 2025, посмертно) — за личное мужество и героизм, проявленные в защите государственного суверенитета и территориальной целостности Украины, верность военной присяге[2].
- Орден Богдана Хмельницкого III степени (22 марта 2022, посмертно) — за личное мужество и высокий профессионализм, проявленные в защите государственного суверенитета и территориальной целостности Украины, верность военной присяге[3].

## Память
3 марта 2023 года в селе Новоалександровка был открыт памятник в честь лётчика.